# 그리스 항아리에 대한 송시
그리스 항아리에 대한 송시 ( Ode on a Grecian Urn )는 낭만주의 시인인 존 키츠가 1819년에 쓴 시로 처음엔 무명으로 출판되었다. 이 시는 "1819년의 위대한 송시" 중 하나에 포함되었다. 이 시는 당대의 비평가에게는 잘 받아들여지지 않았고 19세기 중반에 들어서야 인정받았으며 최근에는 영어로 된 가장 위대한 송시 중 하나로 평가받고 있다.

## 내용
존 키츠는 그리스 항아리를 보면서 예술이 가지고 있는 무한한 삶을 그렸고, 불멸성을 가진 존재에게 이 시를 바쳤다. 이것은 시대를 넘어서는 초월적 존재에게 바치는 노래이다. 비록 육체는 소멸하지만 그의 시는 계속 남아 있을 것이라는 점을 소망하며 이 시를 적었다.

그리스 자기에 부치는 노래 1
그대 아직 강탈당하지 않은 침묵의 색시여
그대 고요와 더딘 시간 속에 양육된 아이,
숲 속의 역사가,
환상의 이야기들을 우리들의 시보다
더욱 감미롭게 표현할 수 있는 자,
무슨 전설이,
잎으로 술 장식되어 그대 형상을 이루고 있는 신들을 인간들을
혹은 둘 다 따라다니고 있는가?
템페 계곡이나 아케이디어 골짜기에서,
무슨 신들이며 무슨 인간들인가?
싫어하는 몸짓을 하는 저 여인들은 누구란 말인가?
무슨 광란의 추적이며,
탈출을 위한 그 무슨 필사의 몸부림인가?
피리들과 손북들은 또 어떠하고,
이 무슨 광란의 환희인가?
2
들리는 선율은 감미롭다.
하지만 저들의 들을 수 없는 선율은 더욱 감미롭다.
그러므로 피리들이여, 고요 속에서 계속 연주하라.
더욱 감미로운 노래를, 감각적인 귀가 아닌 마음의 귀에,
음색이 없는 영혼의 소곡들을 불어달라.
나무 아래에 있는 아름다운 젊은이여,
그대는 그대의 노래를 결코 떠날 수 없으리라.
또한 저 나무들도 발가벗은 모습을 결코 내보이지 않으리라.
용감한 애인이여,
그대는 절대로, 절대로, 사랑의 키스를 성취하지 못하리.
그녀의 입술에 거의 접근했건만...
하지만 슬퍼하지 마라.
그녀는 결코 사라지지 않으리,
비록 그대가 열락을 맛보지 못했지만,
그대는 그녀를 영원히 사랑할 수 있으리,
그녀는 영원히 아름다우리!
3
아, 행복한 행복한 가지들이여!
너희들은 잎을 지게 할 수도 없고, 봄에 작별을 고할 수도 없으리;
그리고, 영원히 새로운 노래를, 영원히 피리를 연주하는
너 지칠 줄 모르는 행복한 연주자여,
더욱 행복한 사랑! 더욱 행복하고 행복한 사랑이여!
영원히 따뜻하고 언제나 즐길 수 있으리,
영원히 헐떡이고 영원히 젊은;
슬픔에 찬 가슴, 싫증 난 가슴,
불타는 이마, 바싹 마른 혀를 남기는
모든 숨 쉬는 인간의 정열을 초월한 사랑이여!
...

## 같이 보기
- 에크프라시스